# Жери-Бистре
Жери-Бистре (пол. Żery Bystre) — село в Польщі, у гміні Городиськ Сім'ятицького повіту Підляського воєводства.
Населення — 28 осіб (2011).
У 1975-1998 роках село належало до Білостоцького воєводства.

## Демографія
Демографічна структура станом на 31 березня 2011 року:
|          | Загалом | Допрацездатний вік | Працездатний вік | Постпрацездатний вік |
| -------- | ------- | ------------------ | ---------------- | -------------------- |
| Чоловіки | 15      | 2                  | 11               | 2                    |
| Жінки    | 13      | 0                  | 7                | 6                    |
| Разом    | 28      | 2                  | 18               | 8                    |